# الجمهورية البارثينوبية
الجمهورية البارثينوبية (بالإيطالية: Repubblica Partenopea)‏ كانت جمهورية عميلة لفرنسا في أراضي مملكة نابولي، والتي تشكلت خلال حروب الثورة الفرنسية بعد أن فر الملك فرديناند الرابع أمام زحف القوات الفرنسية. عاشت الجمهورية بين 23 يناير 1799 و13 يونيو 1799 عندما استعاد فرديناند مملكته.

## أصول الجمهورية
لم يعارض الملك الملك فرديناندو الرابع ملك نابولي والملكة ماريا كارولينا الإصلاح في بداية فترة اندلاع الثورة الفرنسية، بيد أنهم عارضوه بشدة عقب سقوط النظام الملكي الفرنسي، وفي عام 1793 انضموا إلى حرب التحالف الأول ضد فرنسا، مضطهدين بشدة كل من يشتبه عن بُعد في انتمائهم إلى التعاطف الفرنسي. مع ذلك، اكتسبت الجمهوريانية شعبية ولا سيما في أوساط الطبقة الأرستقراطية.
أُبرِم السلام مع فرنسا في عام 1796، ولكن في عام 1798، أثناء غياب نابليون في مصر وبعد انتصار نيلسون في معركة أبي قير البحرية، شجعت ماريا كارولينا فرديناندو على خوض حرب أخرى مع فرنسا. وصل نيلسون إلى نابولي في سبتمبر 1798، حيث استُقبل بحماس. استدعى جيش نابولي على عجل 70 ألف رجل بقيادة الجنرال النمساوي كارل ماك. دخل هذا الجيش روما في 29 نوفمبر، والتي أجلاها الفرنسيون، لاستعادة السلطة البابوية. إلا أنه عقب هجوم فرنسي مضاد مفاجئ، أُرغِم الجيش على التراجع ثم هُزم في نهاية المطاف. قال ساخر معاصر عن غزو الملك لروما: «أتى، فرأى، ففر».
سارع الملك بالعودة إلى نابولي. على الرغم من تكريس لازاروني (أدنى طبقة من الشعب) لخدمة سلالة بوربون والدفاع عنها، باشر حملة نيلسون وهرب مع بلاطه إلى باليرمو مذعورًا. استولى الأمير فرانشيسكو بيغناتلي سترونغولي على المدينة واحترق الأسطول.
سادت فوضى عنيفة، وذبح اللازاروني عددًا من الأشخاص المشتبه في تعاطفهم مع الجمهوريين، في حين بدأ النبلاء والطبقات المتعلمة، ممن تخلى ملكهم عنهم، في التفكير بجمهورية خاضعة لرعاية فرنسية لتجنب الفوضى. في 12 يناير 1799، وقع بيغناتلي في سبارانيسي على الاستسلام لصالح الجنرال الفرنسي جان إتيان تشامبيونيت. فر بيغناتلي إلى باليرمو في 16 يناير 1799.
حين وصلت أخبار المعاهدة مع الفرنسيين إلى نابولي والأقاليم، تمرد اللازاروني. على الرغم من سوء تسليحهم وانضباطهم، قاوموا العدو بشجاعة يائسة. أثناء ذلك، اندفع حزب جاكوبين والأحزاب الجمهورية في نابولي، واندلعت الحرب الأهلية. في 20 يناير 1799، فتح الجمهوريون قلعة سانت إلمو بقيادة الجنرال تشامبيونيت، ودخل الفرنسيون المدينة في اليوم التالي. بلغ عدد الضحايا 80 ألف نابولي وألف فرنسي.

## الجمهورية
في 21 أو 23 يناير 1799، أُعلنت الجمهورية البارثينوبية. يشير الاسم إلى مستعمرة بارثينوب اليونانية القديمة التي كانت قائمة في موقع مدينة نابولي لاحقًا. لم يكن للجمهورية أي دائرة انتخابية محلية حقيقية، ولم يكن لها وجود إلا بفضل قوة الجيش الفرنسي. كان قادة الجمهورية من رجال الثقافة والشخصيات الرفيعة، كجينارو سيرا، أمير كاسانو ايربينو، ولكنهم كانوا متشددين وغير عمليين، ولم يعرفوا سوى القليل عن الطبقات الدنيا في بلادهم. سرعان ما وجدت الحكومة الجديدة نفسها غارقة في مصاعب مالية، نظرًا لمطالب تشامبيونيت المتعلقة بالأموال (الذي أُعفي من منصبه بتهمة الكسب غير المشروع)؛ وفشلت في تنظيم جيش (وبالتالي اعتمدت على الحماية الفرنسية) ولم تحقق سوى القليل من النجاح في محاولاتها الرامية إلى «إضفاء الطابع الديمقراطي» على المقاطعات.
في الوقت نفسه، أرسل البلاط في باليرمو الكاردينال فابريزيو روفو، أسقف ثري ومؤثر، إلى كالابريا لتنظيم ثورة مضادة. نجح في تجاوز جميع التوقعات مع «جيشه المسيحي للديانة المقدسة». اقترب أسطول إنجليزي من نابولي واحتل جزيرة بروسيدا، ولكن عقب بضع اشتباكات مع الأسطول الجمهوري بقيادة فرانشيسكو كارتشيولو، ضابط سابق في البحرية البوربونية، استُدعي الأسطول إلى باليرمو، بينما كان الأسطول الفرنسي الإسباني متوقعًا.
سار روفو باتجاه العاصمة، بدعم من سفن روسية وتركية بقيادة الأدميرال فيودور أوشاكوف، حيث انسحب الفرنسيون، باستثناء قوة صغيرة تحت حكم ميجان. هُزمت الكتائب الجمهورية المتفرقة، ولم يتبق منها سوى نابولي وبسكارا.